# Ludovic Montoro
Ludovic Montoro, né le 18 avril 1981, est un joueur de pétanque français. 

## Biographie
Il est pointeur ou milieu. Son père Alain Montoro et son grand-père Antoine Montoro ont tous deux été Vice Champion de France de pétanque.

## Clubs
- ?-? : US Cagnes (Alpes Maritimes)
- ?-? : XV Corps de Nice (Alpes Maritimes)
- 1999-2000 : Mini boules Saint-Laurent-du-Var (Alpes Maritimes)
- 2001-2012 : DUC de Nice (Alpes Maritimes)
- 2013 : US CAGNES (Alpes Maritimes)
- 2014 : Paray Vieille Porte (Essonne)
- 2015 : Polygone Valence (Drôme)
- 2016-2018 : ABC Draguignan (Var)
- 2019-2022 : Fréjus International Pétanque (Var)
- 2023 : La Boule Tropézienne ( var )
- 2024-.... : C.A.S.E Nice (Alpes Maritimes)

## Palmarès[1]

### Séniors
=== Championnat d'Europe des Nations
Vainqueur
- 2023 : TEAM FRANCE avec Jean Feltain, Philippe Suchaud, Ligan Doeer

#### Coupe d'Europe des Clubs
Vainqueur
- 2004 : (avec Fabienne Tomasini, Valérie Augusta, Philippe Quintais, Stéphane Ruffo, Frédéric Foni, Philippe Suchaud, Pascal Dacruz, Luis Aleixo et Alain Montoro (coach)) : DUC de Nice
- 2008 (avec Séverine Roche, Christine Saunier, Philippe Quintais, Henri Lacroix, Simon Cortes, Pascal Milei, Philippe Suchaud, Khaled Lakhal, Pascal Dacruz et Alain Montoro (coach)) : DUC de Nice
- 2009 (avec Séverine Roche, Christine Saunier, Philippe Quintais, Henri Lacroix, Simon Cortes, Pascal Miléi, Philippe Suchaud, Khaled Lakhal et Alain Montoro (coach)) : DUC de Nice
- 2010 (avec Séverine Roche, Christine Saunier, Philippe Quintais, Henri Lacroix, Simon Cortes, Patrick Hervo, Philippe Suchaud et Alain Montoro (coach)) : DUC de Nice
- 2017 (avec Yolanda Matarranz, Lucie Rousseaux, Christine Saunier, Stéphane Robineau, Henri Lacroix, Robin Rio, Dylan Rocher, Jean-Michel Puccinelli et Jean Casale) : ABC Draguignan

#### Championnats de France
Champion de France
- Triplette 2016 (avec Romain Fournie et Michel Hatchadourian) : ABC Draguignan

#### Coupe de France des clubs
Vainqueur
- 2004 : (avec Fabienne Tomasini, Valérie Augusta, Philippe Quintais, Stéphane Ruffo, Frédéric Foni, Philippe Suchaud, Pascal Dacruz, Luis Aleixo et Alain Montoro (coach)) : DUC de Nice
- 2005 : (avec Christine Saunier, Philippe Quintais, Henri Lacroix, Frédéric Foni, Philippe Suchaud, Khaled Lakhal, Daniel Rizo et Alain Montoro (coach)) : DUC de Nice
- 2009 : (avec Séverine Roche, Philippe Quintais, Henri Lacroix, Simon Cortes, Pascal Miléi, Philippe Suchaud et Alain Montoro (coach)) : DUC de Nice
- 2011 : (avec Séverine Roche, Henri Lacroix, Simon Cortes, Stéphane Delforge, Patrick Hervo, Philippe Suchaud, Frédéric Perrin et Alain Montoro (coach)) : DUC de Nice
- 2017 (avec Henri Lacroix, Stéphane Robineau, Sony Berth, Robin Rio, Romain Fournie, Dylan Rocher, Christine Saunier, Yolanda Matarranz et Lucie Rousseaux) : ABC Draguignan
- 2020 (avec Dylan Rocher, Lucie Rousseaux, Dimitri Stackov, Benji Renaud, Robin Rio, Laurent Matragliao, Christine Saunier, Stéphane Robineau et Henri Lacroix) : Fréjus International Pétanque

#### Masters de pétanque
Vainqueur
- 2018 (avec Maison Durk, Jean-Michel Puccinelli et Michel Hatchadourian) : Equipe Montoro
- 2019 (avec Stéphane Robineau, Christophe Sarrio et Mickaël Bonetto) : Equipe de France

Finaliste
- 2021 (avec Bruno Le Boursicaud, Kévin Malbec et Christophe Sarrio) : Equipe Montoro (Wild card)[2]

#### Trophée des villes
Vainqueur
- 2012 (avec Philippe Suchaud, Dylan Rocher et Daniel Rizo) : Nice

#### Mondial La Marseillaise
Vainqueur
- 2020 (avec Jean-Michel Puccinelli et Benji Renaud)[3]
- 2021 (avec Jean-Michel Puccinelli et Benji Renaud)[4]